# Aktfotografie – z.B. Gundula Schulze
Aktfotografie – z. B. Gundula Schulze ist ein Dokumentarfilm des DEFA-Studios für Dokumentarfilme von Helke Misselwitz aus dem Jahr 1984.

## Handlung
Dieser Farb-Dokumentarfilm beginnt damit, dass Frauenhände in dem Bildband von Klaus Fischer „Aktfotografie“ aus dem VEB-Fotokinoverlag Leipzig blättern. Das Blättern wird bei großformatigen Farb- und Schwarz-Weiß-Fotografien kurz unterbrochen.
In diesem Film lernen wir die Fotografin Gundula Schulze und ihre Einstellung zur Aktfotografie kennen. Sie erzählt von ihrem Beruf und den Schwierigkeiten, die ganze Persönlichkeit der Frauen auf ihren Fotos ins rechte Licht zu setzen. Immer wieder ist sie enttäuscht wenn sie sieht, dass die Magazine, Zeitungen und Filme über Jahre hinweg immer wieder die gleichen Bilder zeigen, die nichts mit der heutigen Stellung der Frau zu tun haben. Sie berichtet über ihre Bemühungen, durch Vertrauen den porträtierten Frauen die Angst und Scham zu nehmen, damit ihr ganzer Charakter eingefangen werden kann. Auch erzählt sie, wie unerfahrene Modelle manch kleinen Mangel an ihrer Figur verbergen können. Sie empfindet es als ihre Aufgabe, durch die Gespräche den Modellen Selbstbewusstsein zu geben und somit ihren Charakter und ihre Persönlichkeit zu stärken. Mehrfach versucht sie ihre Meinung durch das Zeigen eigener großformatiger Fotografien zu bestätigen.
Zwischen den Szenen und Gesprächen mit Gundula Schulze werden Alltagsszenen in Schwarzweiß von arbeitenden Kassiererinnen in einer Kaufhalle gezeigt.

## Produktion und Veröffentlichung
Um in ihrer freischaffenden Phase Geld für das tägliche Leben zu verdienen, arbeitete die Regisseurin in der Berliner Galerie Sophienstraße 8 als Aufsichtskraft. Hier lernte sie die Fotografin Gundula Schulze kennen und beschloss einen Film mit ihr und über sie zu drehen. Aktfotografie – z. B. Gundula Schulze wurde unter dem Arbeitstitel Aktfotografie von der KAG Kinobox auf ORWO-Color mit einzelnen Schwarzweißfilm-Sequenzen gedreht und war ab dem 20. April 1984 in den Kinos der DDR zu sehen.
Der Film erschien 2022 zusammen mit anderen DEFA-Dokumentarfilmen von Helke Misselwitz in der Edition Winter adé und andere Klassiker von Helke Misselwitz bei Absolut Medien auf DVD.